# I Want You (chanson de Janet Jackson)
Pour les articles homonymes, voir I Want You.
Singles de Janet Jackson
Just a Little While
(2004) Don't Worry
(2004)
I Want You est une chanson de Janet Jackson, issue de son huitième album studio, Damita Jo.

## Informations
Deuxième single de l'album Damita Jo, la chanson a été écrite par Harold Lilly, Miri Ben-Ari, Kanye West et John Stephens et contient un sample de la version de 1975 de "(They Long to Be) Close to you", interprétée par B.T. Express et écrite par Burt Bacharach et Hal David. La chanson a obtenu de bonnes critiques. D'après le magazine Rolling Stone, Jackson y évoquerait les années Motown de ses frères. Mais, à l'image des autres singles extrait de l'album Damita Jo, "I Want You" a été un échec commercial. Cela est dû à l'incident survenu au Super Bowl XXXVIII.

## Clip
Le clip, réalisé par Dave Meyers, se déroule la nuit et montre Janet Jackson prendre le bus et traverser la ville pour rejoindre son petit-ami, interprété par in Jermaine Dupri. Le jeune Bobb'e J. Thompson y effectue un caméo. Après l'incident du Nipplegate, MTV a refusé de diffuser les nouveaux clips de Janet Jackson, dont "I Want You". Ce clip se trouve sur la compilation From janet. to Damita Jo: The Videos.

## Supports
I Want You est sorti sur une double-face A avec "All Nite (Don't Stop)".
CD Royaume-Uni (VUSCTX 292)
1. "All Nite (Don't Stop)" – 3:26
2. "I Want You" – 4:12
3. "Put Your Hands On" – 3:56
4. "All Nite (Don't Stop)" (Sander Kleinenberg Radio Mix) – 4:14
5. "I Want You" (Ray Roc Radio Mix) – 4:18
6. "All Nite (Don't Stop)" (Video)
7. "I Want You" (Video)

CD Europe (7243 5 49567 2 0)
1. "All Nite (Don't Stop)" – 3:26
2. "I Want You" – 4:12

CD promo Espagne (JANET3#1)
1. "I Want You" (Radio Edit) – 3:50

CD promo Taïwan (JANETSAMPLER)
1. "I Want You" – 4:12
2. "Just a Little While" (UK Mix) – 4:05

## Remixes officiels
- Original Version w/ Dialogue – 4:12
- Album Version – 3:59[5]
- Radio Edit – 3:50[6]
- Ray Roc Radio Mix – 4:19[5]
- Ray Roc Project Radio Instrumental -4:18[5]
- Ray Roc Project Club Mix - 8:16[5]
- Ray Roc Project Deep Mix – 8:02[5]
- Ray Roc Project Dub mix - 7:46[5]
- E-Smoove Remix – 4:17[5]
- E-Smoove Remix Main Instrumental - 7:37[5]
- E-Smoove Hard Mix - 7:42[5]
- E-Smoove Remix Hard Dub - 7:42[5]
- E-Smoove Remix Soul Dub - 7:27[5]

## Classements
| Pays (2004)                                | Meilleure position |
| ------------------------------------------ | ------------------ |
| Royaume-Uni                                | 19                 |
| États-Unis Billboard Hot 100               | 57                 |
| États-Unis Billboard Hot R&B/Hip-Hop Songs | 18                 |

### Fin d'année
| Pays (2004)                                | Position |
| ------------------------------------------ | -------- |
| États-Unis Billboard Hot R&B/Hip-Hop Songs | 90       |